# Veicoli ruotati dell'US Army nella seconda guerra mondiale
Questa è una lista dei principali veicoli ruotati non combattenti utilizzati dall'Esercito degli Stati Uniti nel corso della seconda guerra mondiale. I veicoli sono divisi in trasporti leggeri (carico utile minore o uguale 1 t), trasporti medi (carico utile compreso fra 1 t e 3 t), trasporti pesanti (carico utile superiore a 3 t), trattori d'artiglieria e anfibi. In questa lista non compaiono i veicoli civili "militarizzati" (ambulanze, auto di servizio per ufficiali e simili) ed i veicoli utilizzati esclusivamente dalla Marina e dal corpo dei Marines.
La motorizzazione standard per i veicoli dell'US Army per motivi logistici era a benzina, nel caso che fossero utilizzati motori diesel è indicato nella descrizione del mezzo.

## Lista

### Veicoli da trasporto leggeri
- Dodge ½ t 4x2 T112 montava il motore Dodge L da 3548 cm³ (codici di carrozzeria da WC 36 a WC39 e da WC47 a WC50)[1]
- Dodge ½ t 4x4 T 202 equipaggiata con il motore Dodge L da 3294 cm³ e 79 HP (codici di carrozzeria da VC1 a VC6)[1]
- Dodge ½ t 4x4 T 207 equipaggiata con il motore Dodge L da 3567 cm³ e 78 HP (codici di carrozzeria da WC1 a WC11)[1]
- Dodge ½ t 4x4 T 211 equipaggiata con il motore Dodge L da 3567 cm³ e 78 HP (codici di carrozzeria da WC12 a WC20)[1]
- Dodge ¾ t 4x4 T214, serie di veicoli costruita per avere veicoli più pesanti dei veicoli da ½ t, dimostratisi inadatti per alcuni tipi di missione, equipaggiati con i motori Dodge L da 3772 cm³ e 92 HP (codici di carrozzeria da WC51 a WC60)(WC62)[1]
- Ford/Marmon Herrington M1 bomb handling ½ t 4x2, costruito per permettere di caricare le bombe direttamente nelle stive dei bombardieri[2], usava il motore Ford V8 da 3620 cm³ e 85 HP
- Ford/Marmon Herrington LD3-4 ½ t, conversione della Marmon Herrington del Ford Model 99C (civile) per effettuare la trazione su tutte e quattro le ruote, mobtava un motore Ford V-8 da 3916 cm³
- Utility truck ¼ t 4x4 Jeep, costruita da tre ditte diverse, con differenze esterne anche notevoli
  - Ford GPW ¼ t 4x4 Jeep
  - Bantam BRC 40 ¼ t 4x4 Jeep
  - Willys MB ¼ t 4x4 Jeep

### Veicoli da trasporto medi
- Autocar U-4144-T 2½ t, motore Autocar da 5866 cm³
- Chevrolet G71xx 1½ t 4x4, serie di veicoli per usi diversi, che montavano il motore Chevrolet da 3851 cm³ con valvole in testa che erogava 93 HP, il numero completo di riferimento al veicolo indicava l'allestimento specifico. Fu costruito, nell'ambito di questa serie, anche il prototipo di un veicolo che poteva essere caricato su un DC-3 Dakota.
  - G7100 veicolo a cassone
  - G7105 (Signal Corps K-51) usato per il trasporto e la manutenzione dell'equipaggiamento radio
  - G7106 e G7107 con cassone ribaltabile con o senza verricello
  - G7123 per il trasporto di carichi voluminosi
  - G7127 con cassone allungato
  - G7128 o M6 1 1/2 t 4x4 bomb service destinato al trasporto di bombe d'aereo
  - G7163 (Signal Corps K-44) con l'equipaggiamento per scavare buche per i pali
  - G7173 (Signal Corps K-42 o K-43) per uso generale del Corpo segnalazioni
- Corbitt F12 2 ½t 4x4, motore Continental Mod E602 da 5900 cm³ e 98 HP
- Corbitt F2/ 2 ½t 4x4, motore Continental Mod 21R da 7000 cm³ e 118 HP
- Diamond T Mod 201 BS 1t 4x2, costruito per permettere di caricare le bombe direttamente nelle stive dei bombardieri[2], usava un motore da 3870 cm³ e 92 HP
- Diamond T Mod 614 2 ½t 4x2 motore Hercules JXD da 5900 cm³ e 86 HP
- Dodge T223 1 ½t 6x6, veicolo da trasporto, sul telaio furono costruiti anche un lanciarazzi ed un veicolo protetto da ricognizione (entrambi rimasero solo allo stadio di prototipo)
- Dodge 1 ½t 4x4 T203 montava il motore Dodge L da 3957 cm³ che erogava 99 HP a 3000 rpm (codici di carrozzeria da VF401 a VF407)[1]
- Dodge T234 2 ½t 4x2, usato solamente nel teatro di guerra di Birmania e India aveva un motore Dodge L da 3957 cm³ che erogava 99 HP
- Dodge TE30 1 ½t 4x4, motore Dodge L da 3957 cm³ che erogava 99 HP
- Ford 11T.80 1 ½t 4x2, motore V-8 90° da 3620 cm³ e 85 HP
- Ford Mod GTB 1 ½t 4x4 LS, veicolo progettato per avere una bassa silhouette (LS significa low silhouette), quindi per avere maggiori possibilità di occultamento. Gli esemplari costruiti andarono in gran parte alla Marina, tuttavia furono usati in un numero imprecisato di esemplari anche dall'Esercito, montava un motore Ford G8T da 3688 cm³ e 90 HP.
- GMC AC 251 1 t 4x2, costruito per permettere di caricare le bombe direttamente nelle stive dei bombardieri[2], usava il motore GMC con valvole in testa da 3735 cm³ e 80 HP
- GMC Serie 353, si trattava di una serie di veicoli che utilizzavano il motore GMC con valvole in testa da 3735 cm³ e 80 HP, ma avevano diversi sistemi di trazione
  - ACX 353 1 ½ t 4x2
  - ACKX 353 1 ½t 4x4
  - ACKWX 353 2 ½t 6x6 usati prevalentemente nel territorio metropolitano degli Stati Uniti, dato che il più moderno CCKW permetteva migliori prestazioni ed una standardizzazione dei modelli in uso per le truppe combattenti
- GMC AFKWX 2 ½t 6x6, adattatato anche come trattore d'artiglieria, montava il motore GMC da 4064 cm³
- GMC CCKW 2 ½t 6x6 fu l'autocarro più diffuso in assoluto della seconda guerra mondiale
- GMC CCW 2 ½t 6x4, utilizzava le stesse componenti meccaniche del CCKW , in particolare il motore GMC Mod 270 a valvole in testa da 4416 cm³ e 91,5 HP, il limite di carico su terreno vario di 2 ½t saliva su strada a 5 t
- Indiana 1 ½t 4x2, costruito nel periodo 1935-36 era ancora in servizio alla fine della seconda guerra mondiale, ne esistevano due modelli, il Model 86 ed il Model 87 (con cassone allungato), entrambi usavano il motore Hercules JBX.
- International K7 2 ½t 4x2, motore International Mod BLD da 4245 cm³ ed 88 HP
- International M-5-6 2 ½t 6x6, progettato per carichi di peso elevato, ma di volume ridotto, sul cassone fu installata in alcuni casi, rari[3], una gru e fu sviluppato anche come trattore per semirimorchi, usava il motore International da 5212 cm³e 111 HP.
- Mack NB-1 2 ½t 6x4, usato per il trasporto dell'equipaggiamento per i riflettori di ricerca aerea, aveva una capacità di carico di 2,5 t su terreno vario e 5 t su strada, montava il motore Continental Model FO da 4146 cm³ che sviluppava 77 HP.
- Studebaker US6 2 ½t 6x6 veicolo distribuito anche all'Unione Sovietica per il programma Lend-Lease, aveva un motore Hercules JXD da 5245 cm³ e 87 HP. I modelli erano:
  - US6-U1 con cassone per officina mobile, interasse 376 cm
  - US6-U2 con cassone aperto, interasse 376 cm con verricello
  - US6-U3 con cassone aperto, interasse 411 cm senza verricello
  - US6-U4 con cassone aperto, interasse 411 cm con verricello
- Studebaker US 2 ½t 6x4 distinguibile dal modello US6 solo se si può verificare l'assenza dell'asse per la trazione anteriore, veicolo distribuito anche all'Unione Sovietica per il programma Lend-Lease, aveva un motore Hercules JXD da 5245 cm³ e 87 HP, utilizzato sia come veicolo da trasporto sia come trattore per artiglierie medie. Aveva l'interasse di 411 cm.

### Veicoli da trasporto pesanti
- Autocar serie U da 5 t
  - U-5044-T 4x4, simile in apparenza all'Autocar U-4144-T da 2½ t, aveva un motore Autocar da 6178 cm³, usato soprattutto dall'USAAF[2]
  - U-7144-T 4 t 4x4, per il traino di semirimochi a cabina scoperta montava il motore Hercules RXC da 8669 cm³, che erogava 112 HP a 2200 rpm.
  - U-8144-T 4x4, conosciuto anche come K-31, era usato dall'USAAF[2] per il trasporto di equipaggiamenti radio
- Corbitt 54SD6 7 ½t 6x6 costruiti sia come autocarro sia come supporto per gru da 15 t, montava il motore Hercules nelle varianti HXB (11585 cm³), HXC (198 HP) o HXD[4] (12766 cm³).
- Dart Model 200-353 10 t 6x4, usato solo come autobotte da 12500 l per gli usi dell'USAAF[2] montava il motore Waukesha Mod 6SRKR da 8472 cm³ da 126 HP
- Diamond T 4t 6x6 I modelli erano indicati con un numero che individuava il tipo di veicolo, tutti montavano il motore Hercules RX da 8669 cm³ da 131 HP a 2300 rpm
  - Model 967, autocarro
  - Model 968 e 968A, autocarro con interasse accorciato (384 cm)
  - Model 969, 969A e 969B autogrù
  - Model 970 e 970A, trasporto pontoni
  - Model 972 autocarro ribaltabile
- Federal Mod 604 20 t 6x4, veicolo per il traino di semirimorchi, montava un motore Cummins HB600 diesel di 11012 cm³ che erogava 130 HP a 2000 rpm.
- Federal Mod 94x43 5 t 4x4, veicolo per il traino di semirimorchi, montava un motore Hercules RXC da 8669 cm³ che erogava 112 HP, identico a quello dei modelli Autocar U-7144-T e White 444T.
- FWD Mod YU 5t 4x4, utilizzato soprattutto per trasporto pontoni, montava un motore Waukesha 140 GK da 8603 cm³ e 138 HP a 2300 rpm.
- FWD HAR-1 4t 4x4, costruito in prevalenza per l'esportazione[5], fu usato anche dall'esercito statunitense, montava un motore Waukesha model 6BZ da 5244 cm³ che sviluppava 88 HP.
- GMC AFKX 804 4t 4x4, si trattava dello stesso corpo (con gli stessi usi) dell'Autocar-U-8144, su meccanica GMC, usava il motore GMC Mod 426 che sviluppava 177 HP
- GMC AFX 803 5t 4x2, autobotte con la capacità di 4542 l, per trasporto di carburante (3765 l) e lubrificante (735 l) per gli aerei[2], montava un motore GMC da 6981 cm³ che sviluppava 141 HP.
- M1 Heavy Wrecker, tre diversi mezzi avevano questo identificatore, tutti autogrù da 6 t 6x6
  - Ward La France Mod 1000 prima serie, montava il motore Continental Mod 22R da 145 HP
  - Ward La France Mod 1000 seconda serie, montava il motore Waukesha Mod 6SRLR da 7571 cm³ che sviluppava 114 HP
  - Kenworth Mod 570/Mod 571 , che utilizzavano lo stesso motore del Ward La France Mod 1000 prima serie, ma avevano un telaio diverso (interasse ridotto) ed una cabina di guida differente.
- M25, si trattava del trattore M26 12 t 6x6 accoppiato al semirimorchio M15, complesso utilizzato per il recupero dei carri armati pesanti. Il trattore M26 fu progettato e sviluppato fino al livello di prototipo dalla Kunckey Truck Company di San Francisco e successivamente prodotto in serie dalla Pacific Car and Foundry Company di Renton, montava un motore Hall-Scott mod 440 di 17862 cm³. Oltre alla versione base fu prodotta la versione M26A1 blindata.
- M425 10t 6x4 indicato anche come International H-542-9, prodotto nelle versioni 4x2 e 6x4.
  - H-542-9 4x2, interasse 297 cm, motore International Diamond 450 da 143 HP
  - H-542-9 6x4, erano i modelli 4x2 modificati per trasportare rifornimenti sul percorso India-Birmania-Cina (Ting Hao Overland Express)
- M426 5t 4x2, sostituì l'M425 sulle linee di produzione, prodotto da International (International H-542-11), Kenworth e Marmon Herrington
- Mack EHUT 5 t 4x2, veicolo per il traino di semirimorchi, montava un motore Mack model EN354 da 5801 cm³ che erogava 121 HP.
- Mack NM 6t 6x6, serie di autocarri a cassone costruiti con caratteristiche analoghe, che differivano per particolari legati più alle necessità costruttive che all'impiego tattico
  - NM-1 e NM-2, motore Mack model EY che sviluppava 159 HP
  - NM-3, ottimizzato per il traino di artiglierie, montava il motore MacK model EY migliorato da 11586 cm³ che sviluppava 170 HP
  - NM-5 e NM-6, usavano la stessa meccanica del NM-3, ma con cabine diverse
  - NM-7, con cabina aperta
  - NM-8, versione finale del 1945, con cabina chiusa
- Mack NR 10t 6x4, serie di veicoli con caratteristiche similari, differivano nei particolari, montavano tutti il motore diesel Mack-Lanova Mod ED da 8505 cm³ che sviluppava 131 HP
  - NR-4 costruito unicamente per l'esportazione
  - NR-6 e NR-7, destinato all'impiego in Nord Africa (anche per il traino di artiglierie)
  - NR8, NR-9, NR-10, NR-11, NR-12 e NR-13, utilizzati principalmente nelle retrovie per il trasporto logistico
- Model F1 7 ½t 6x6, si trattava di un trattore per semirimorchi costruito dalle ditte Reo, Federal, Bidermann e Corbitt, montava il motore Hercules Model HXD[4] da 180 HP.
- White 950x6s 4 t 6x6, montava il motore White model 362 da 5932 cm³ che sviluppava 116 HP.
- White Mod 704S 3t 4x2, prodotto per l'esportazione alla Francia nel 1939, la maggior parte dei mezzi arrivati in Europa fu utilizzata dai tedeschi, una piccola parte, non consegnata nel 1940, rimase in servizio nell'esercito statunitense, montava un motore White model 270 da 4425 cm³.
- Mack LMSW 10t 6x4, autogrù fornite in quantità anche alla Gran Bretagna[6], motore Mack model EP da 160 HP
- Mack Mod FG 10t 4x2, autocarro ribaltabile costruito in un numero limitato di esemplari, motore Mack da 7669 cm³ e 118 HP.
- White Model 1064 10t 6x4, montava il motore diesel Cummins model HB600 da 11012 cm³ che erogava 137 HP.
- White Model 444T 5 t 4x4, trattore per semirimorchi, esternamente identico all'Autocar U-7144-T, montava lo stesso motore.
- White Mod 666 6t 6x6, prodotto anche dalla Corbitt, Brockway, FWD e Ward La France su richiesta dell'esercito, utilizzato con varie configurazioni di carico, montava un motore Hercules mod HXD da 14011 cm³ che sviluppava 202 HP[4].

### Trattori d'artiglieria
Sono indicati i mezzi il cui uso prevalente era come trattore d'artiglieria, dato che quasi tutti i camion medi e pesanti erano attrezzati per il traino di artiglierie leggere o medie.
- Autocar C7066 4t 6x6, montava il motore Autocar NB447 che erogava 106 HP a 2400 rpm.
- Federal tractor 4x4 Cercare riferimenti su Warrior N° 8/77 pag 4
- M1 Artillery Prime Mover 7 ½ t 6x4, veicolo Corbitt standardizzato come trattore d'artiglieria, motore Hercules HXC da 12766 cm³ che sviluppava 160 HP.
- M20 Diamond T 6x4, veicolo per il traino di rimorchi, con il rimorchio M9 Model 980 formava il complesso M19 per trasporto carri, montava il motore Hercules model DXFE da 14666 cm³ che sviluppava 185 HP a 1600 rpm.
- Mack Mod NJU 5t 4x4, montsava il motore Mack model EN352 da 8718 cm³ che erogava 136 HP a 2500 rpm
- Mack NO-7 ½ t 6x6, trattore per il traino di artiglierie pesanti usato anche nel dopoguerra da alcuni stati NATO (compresa l'Italia), montava il motore Mack model EY da 11586 cm³ che sviluppava 157 HP. I modelli NO-4 e NO-5 erano utilizzati come autogrù.

### Veicoli anfibi
- Ford GPA ¼ t 4x4 (indicato anche come Seep), era basato sul telaio e condivideva i componenti meccanici con la Ford GPW ¼ t Jeep
- DUKW 2 1/2t 6x6, derivato dal GMC CCKW fu il veicolo ruotato anfibio più usato nel corso della seconda guerra mondiale